# Tadeusz Sobieraj
Tadeusz Sobieraj (ur. 1944 w Warszawie) – polski fotografik, geodeta.

## Życiorys
Syn Edwarda i Anny. Absolwent Technikum Fototechnicznego w Zespole Szkół Fototechnicznych w Warszawie przy ul. Spokojnej 13, następnie Wydziału Geodezji i Kartografii Politechniki Warszawskiej ze specjalnością fotogrametria i teledetekcja.
Siostra Danuta Sobieraj, także absolwentka Technikum Fototechnicznego w r. szkol. 1959/1960.
W kręgu jego przyjaciół znaleźli się wychowankowie Ośrodka Szkolno-Wychowawczego w Laskach: Henryk Klimaszewski i Marian Hartman.
W latach 70. XX w. wykładowca w Pracowni technik fotograficznych na Wydziale Grafiki Akademii Sztuk Pięknych w Warszawie. W latach 2001–2009 prowadził zajęcia z fotografii prasowej w Instytucie Edukacji Medialnej i Dziennikarstwa Uniwersytetu Kardynała Stefana Wyszyńskiego w Warszawie. W 1986 r. dwukrotny stypendysta rządu włoskiego w dziedzinie fotografii. Wówczas mieszkał w Perugii, gdzie prowadził Bibliotekę Polską przy via Ariodante Fabretti 59.

## Twórczość artystyczna
Autor licznych fotografii prasowych zebranych w albumach, krajowych i zagranicznych wydawnictwach encyklopedycznych. Swoje prace prezentował podczas ponad 100 wystaw i wernisaży fotograficznych zrealizowanych w Polsce i poza jej granicami.
Twórczość fotograficzna i drobnych utworów poetyckich Tadeusza Sobieraja koncentruje się głównie na tematyce:
– pontyfikatu Jana Pawła II oraz czasie papieskiej recepcji pośmiertnej do czasu kanonizacji,
– religiach świata i międzyreligijnych/ ekumenicznych modlitw o pokój,
– historii wojen i pokoju ze szczególnym uwzględnieniem II wojny światowej, męczeństwa świętych i błogosławionych za wiarę, Ojczyznę i bliźniego, w tym obiektów kultury materialnej: cmentarzy i nekropolii Polaków w Polsce i na obczyźnie, np. Cmentarza Wojskowego na Powązkach, Monte Cassino oraz pomników, np. Pomnik Gloria Victis w Warszawie, Pomnik Marcelego Nowotki w Warszawie.

## Publikacje[19]

### Autor albumów
- Pomniki Warszawy / Tadeusz Sobieraj. Warszawa: Sport i turystyka, 1985, s. 155, [4]. ISBN 83-217-2605-4.
- Pieśń maków na Monte Cassino / Tadeusz Sobieraj. Warszawa: European Press Promotion, 1999, s. 48. ISBN 83-911-288-0-6.
- Fatima / Tadeusz Sobieraj. Ząbki: Apostolicum, 2001, s. 157. ISBN 83-7031-263-2.
- Papieskie portrety i ołtarze / Tadeusz Sobieraj. Paprotnia: Perła, 2002, s. 56. ISBN 83-907445-7-0.
- Golgota Zachodu: śladami chwały oręża polskiego i męczeństwa Polaków na froncie zachodnim w latach 1939-1945 / Tadeusz Sobieraj. Ząbki: Apostolicum, 2007, s. 77, [3]. ISBN 978-83-7031-595-5.
- D-DAY+70 – NORMANDY / Tadeusz Sobieraj; tł. na jęz. ang. Anna Szkutnik-Wierzbicka. Ząbki: Apostolicum, 2007, s. 104. ISBN 978-83-7031-913-7.
- Ich ofiara nie była daremna: śladami Golgoty Polaków na Wschodzie / Tadeusz Sobieraj; konsultacja nauk. Roman Dzwonkowski. Ząbki: Apostolicum, 2003, s. 158, [1]. ISBN 83-7031-356-6.
- Golgota Europy: niemiecko-nazistowskie obozy w III Rzeszy i okupowanej Europie w latach 1933-1945 / Tadeusz Sobieraj. Ząbki: Apostolicum, 2011, s. 101, [3]. ISBN 978-83-7031-708-9.
- Orły niepodległości: Cmentarz Wojskowy na Powązkach w Warszawie w setną rocznicę jego powstania (1912–2012) / Tadeusz Sobieraj. Ząbki: Apostolicum, cop. 2012, s. 102, [2]. ISBN 978-83-7031-808-6.
- Cmentarze i groby wojenne w 70. rocznicę wybuchu Powstania Warszawskiego / Tadeusz Sobieraj. Ząbki: Apostolicum, cop. 2014, s. 103, [1]. ISBN 978-83-7031-918-2.
- Wiara, zagłada, wskrzeszenie. T. 1, Kościoły w Centrum Warszawy: w Śródmieściu, na Solcu, Powiślu, Krakowskim Przedmieściu i Starówce / Tadeusz Sobieraj; [współpr. przy tekstach Ewa Charzewska]. Ząbki: Apostolicum, 2014, s. 119, [1], [2] k. tabl. ISBN 978-83-7031-882-6.
- Przesłanie z Monte Cassino: trylogia apenińska: bitwa o Monte Cassino, bitwa o Ankonę, bitwa o Bolonię = Messagio da Montecassino: trilogia appenninica: battaglia di Montecassino, battaglia di Ancona, battaglia di Bologna / Tadeusz Sobieraj; tł. na język włoski: Grażyna Łojewska-Peroni. Ząbki: Apostolicum, 2015, s. 158, [2]. ISBN 978-83-7031-963-2.
- The calvary of Europe: German Nazi camps in the German Reich and occupied Europe in the years 1933-1945 / tekst i fot. Tadeusz Sobieraj; [translated by Zofia Sochańska]. Ząbki: Apostolicum, 2016, s. 117, [3]. ISBN 978-83-7919-047-8.
- Aforyzmy oraz fraszki igraszki / Tadeusz Sobieraj; [rys. Ewa Przanowska; tł. na jęz. ang. Izabela Seidler, na jęz. fr. Sébastien Ducourtioux, na jęz. niem. Agnieszka Sarnowska, na jęz. hisz. Urszula Borzym, na jęz. wł. Magdalena Gawlik, na jęz. ros. Wioletta Mela-Cullen]. Ząbki: Apostolicum, cop. 2016, s. 132, [4]. ISBN 978-83-7919-023-2.

### Współautorstwo
- Być razem, aby się modlić: Światowy Dzień Modlitwy o Pokój, Asyż, 27 października 1986 roku / wstęp i oprac. Amelia Szafrańska, fot. Tadeusz Sobieraj. Warszawa: „Pax”, 1989, s. 84, [4]. ISBN 83-211-1063-0.
- Papieska Warszawa / tekst Paweł Zuchniewicz; fot. papieskie Ryszard Rzepecki, Grzegorz Gałązka, Tadeusz Sobieraj; fot.warszawskie Zygmunt Walkowski. Warszawa: Centrum Myśli Jana Pawła II, 2006, (dokument elektroniczny). ISBN 978-83-60853-69-6.
- Kapłańska Odyseja: ks. Michała Wilniewczyca – Sybiraka, kapelana w Armii Gen. Andersa, opiekuna duchowego polskich sierot w Persji i Nowej Zelandii / Ks. Andrzej Chibowski; oprac. kartograf. Bożena Wójcik (Archiwum Fotograficzne Tułaczy); projekt okładki i oprac zdj.: Edward Panecki, Ks. dr Andrzej Chibowski (współpraca), foto: Archiwum Diecezjalne w Drohiczynie, Muzeum Diecezjalne im. Jana Pawła II w Drohiczynie, Muzeum Kresy-Syberia, Archiwum prywatne Stanisława Manterysa, Archiwum prywatne Stefanii i Jana Zawadów, Arturo Mari, Ks. Andrzej Chibowski, Ks. Zenon Czumaj, Ks. Mirosław Łaziuk, Ks. Benedykt Karpiński, Monika Bagłaj, Wiktor Kołodko, Antoni Odorczuk, Lucjan Pietruch, Ks. Artur Płachno, Zenon Skrzypkowski, Tadeusz Sobieraj, Bogdan Śmiałowski, Józef Wilniewczyc i inni. Ząbki: Apostolicum, 2012, s. 232. ISBN 978-83-7031-824-6.
- Cmentarze i groby wojenne na Mazowszu / Piotr Oleńczak, Tadeusz Sobieraj. Ząbki: Apostolicum, Mazowiecki Urząd Wojewódzki, 2017, s. 102, [2]. ISBN 978-83-7919-105-5.